# Sistema Nacional de Salud (Uruguay)
El Sistema de Salud de Uruguay es el sistema integrado de salud, el cual engloba a las prestaciones y servicios sanitarios de Uruguay los cuales, de acuerdo con la ley, son responsabilidad de los poderes públicos.

## Misión
La Constitución de Uruguay establece en su artículo 44 la competencia general del Estado en la política de salud y que es obligación del Estado garantizar la atención gratuita de todos los habitantes del país que carezcan de recursos suficientes para su asistencia. Según el artículo 44: 

"El Estado legislará en todas las cuestiones relacionadas con la salud e higiene públicas, procurando el perfeccionamiento físico, moral y social de todos los habitantes del país. Todos los habitantes tienen el deber de cuidar su salud, así como el de asistirse en caso de enfermedad. El Estado proporcionará gratuitamente los medios de prevención y de asistencia tan sólo a los indigentes o carentes de recursos suficientes.”

De acuerdo a lo establecido en la Ley 18.211 de Creación del Sistema Nacional Integrado de Salud del año 2007, la protección a la salud es un derecho de todos los habitantes residentes en el país (Art. 1). Allí se definen los principios rectores del Sistema Nacional Integrado de Salud (SNIS) presentados en el siguiente cuadro.       
| La promoción de la salud con énfasis en los factores determinantes del entorno y los estilos de vida de la población.                                                         |
| La intersectorialidad de las políticas de salud respecto del conjunto de las políticas encaminadas a mejorar la calidad de vida de la población.                              |
| La cobertura universal, la accesibilidad y la sustentabilidad de los servicios de salud.                                                                                      |
| La equidad, continuidad y oportunidad de las prestaciones. |
| La orientación preventiva, integral y de contenido humanista. |
| La calidad integral de la atención que, de acuerdo a normas técnicas y protocolos de actuación, respete los principios de la bioética y los derechos humanos de los usuarios. |
| El respeto al derecho de los usuarios a la decisión informada sobre su situación de salud.                                                                                    |
| La elección informada de prestadores de servicios de salud por parte de los usuarios.                                                                                         |
| La participación social de trabajadores y usuarios. |
| La solidaridad en el financiamiento general. |
| La eficacia y eficiencia en términos económicos y sociales. |
| La sustentabilidad en la asignación de recursos para la atención integral de la salud.                                                                                        |

Cuadro 1-
Fuente: Artículo 3 de la Ley 18.211 de Creación del Sistema Nacional Integrado de Salud
Como órgano rector el Ministerio de Salud Pública, afirma, amplia y profundiza sus competencias sectoriales de acuerdo a la nueva visión que orienta el Sistema (SNIS). Junto con lo establecido en el artículo 44 de la Constitución de la República y el Artículo 5 de la Ley Orgánica, la Ley 18.211 de Creación del Sistema Nacional Integrado de Salud incorpora nuevos dispositivos para la conducción del sistema, de acuerdo a los siguientes cometidos del Ministerio de Salud Pública:
• Elaborar las políticas y normas conforme a las cuales se organizará y funcionará el Sistema Nacional Integrado de Salud y ejercer el contralor general de su observancia. 
• Registrar y habilitar a los prestadores de servicios integrales de salud que formen parte del Sistema Nacional Integrado de Salud y a los prestadores parciales con quienes contraten. 
• Controlar la gestión sanitaria, contable y económico-financiera de las entidades, en los términos de las disposiciones aplicables. 
• Fiscalizar la articulación entre prestadores en el marco del Sistema Nacional Integrado de Salud. 
• Aprobar los programas de prestaciones integrales de salud que deberán brindar a sus usuarios los prestadores públicos y privados que integren el Sistema Nacional Integrado de Salud, y mantenerlos actualizados de conformidad con los avances científicos y la realidad epidemiológica de la población. 
• Instrumentar y mantener actualizado un sistema nacional de información y vigilancia en salud. 
• Regular y desarrollar políticas de tecnología médica y de medicamentos y controlar su aplicación. 
• Diseñar una política de promoción de la salud que se desarrollará conforme a programas cuyas acciones llevarán a cabo los servicios de salud públicos y privados. 
• Promover, en coordinación con otros organismos competentes, la investigación científica en salud y la adopción de medidas que contribuyan a mejorar la calidad de vida de la población. 

## Historia
El Sistema Nacional Integrado de Salud fue creado en 2007 y para su financiamiento fue creado por la Ley 18.131 el Fondo Nacional de Salud (FONASA) quien bajo la modalidad de aseguramiento a través de la Seguridad Social, es el encargado de financiar el régimen de asistencia médica de sus beneficiarios, desde el cual se quiere asegurar una cobertura universal, así como una mayor equidad en el financiamiento. 
Desde un comienzo, el Seguro Nacional de Salud ampara a los beneficiarios del Seguro por Enfermedad del Banco de Previsión Social (BPS), los jubilados del BPS de bajos ingresos que hicieran la opción prevista por ley, los funcionarios públicos y otros dependientes del Estado. Con posterioridad a la Ley de Creación del Fondo Nacional de Salud (FONASA), nuevas leyes amplían la población asegurada, incorporando nuevos grupos al Seguro Nacional de Salud. De acuerdo a lo establecido en la Ley 18.211 de Creación del Sistema Nacional Integrado de Salud (SNIS), a partir del 1º de enero de 2008 se incorporaron al Seguro Nacional de Salud los trabajadores privados, los hijos menores de 18 años o discapacitados de cualquier edad a cargo de un beneficiario del seguro y aquellos activos que se ampararan a partir de esa fecha bajo al régimen jubilatorio. A su vez, dicha Ley previó la incorporación gradual de otros colectivos, como son los cónyuges de los beneficiarios del Seguro Nacional de Salud y aquellos trabajadores comprendidos en otros seguros convencionales (cajas de auxilio). Más recientemente, en enero de 2011, se aprobó la Ley 18.731 que previó la incorporación progresiva de jubilados y pensionistas al Seguro Nacional de Salud. Así, en el 2016 culminó el proceso de incorporación de diferentes grupos poblacionales al SNIS. Hasta el 2017 según el Ministerio de Salud 3.512,437 personas cuentan con cobertura integral en salud, ya sea con cobertura única o cobertura múltiple, dentro del propio sistema.
A continuación se muestra una línea de tiempo sobre la cronología de la incorporación de los diferentes colectivos a lo largo de los años, a partir de la creación del SNIS.
Gráfico 1 - Cronología de la Reforma del Sistema de Salud

Por otro lado, la cobertura poblacional según los tipos de instituciones prestadoras también se modificó, habiendo en el 2016 una mayor presencia del sector privado. La tabla 1 refiere el porcentaje de afiliaciones según el tipo de institución prestadora, así el sector privado engloba el 60% de afiliaciones correspondientes a personas cubiertas tanto por las Instituciones de Asistencia Médica Colectiva como por seguros privados. La Administración de los Servicios de Salud del Estado concentra el 33,1% de las afiliaciones, y las personas que están afiliadas a la Sanidad Militar o Saludad policial abarcan el 6,9% del total de afiliaciones (Ministerio de Salud Pública, 2017).
Tabla 1 – Afiliaciones (Registros) por tipo de institución.
| Afiliaciones por tipo de institución | 3769012 | %    |
| Asistencia Médica Colectiva          | 2158126 | 57,3 |
| Servicios de Salud del Estado        | 1248484 | 33,1 |
| Sanidad militar                      | 138815  | 3,7  |
| Sanidad policial                     | 119391  | 3,2  |
| Seguros privados                     | 104206  | 2,8  |

Fuente: Ministerio de Salud, 2017 a partir de datos de RUCAF, 2016.      
El gráfico 2 muestra la evolución de afiliados según las principales instituciones prestadores del SNIS: IAMC y ASSE donde puede apreciarse que Entre 2010 y 2016, las IAMC incrementaron 14% sus afiliados, mientras que en ASSE el aumento fue de 1,7%.   
Gráfico 2 - Evolución de los afiliados de los principales prestadores del SNIS: IAMC y ASSE.

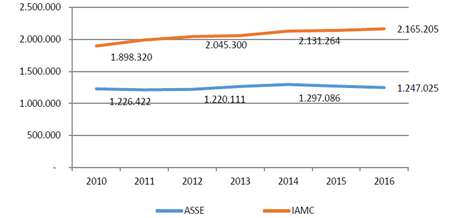
Fuente: AES, MSP en base a Censos de Usuarios, SINADI

De forma general, el gráfico 2 presenta la evolución en diez años de la ampliación de la cobertura en salud asegurada por el Sistema Nacional de Salud (FONASA) donde se puede observar la incorporación de diversas categorías poblacionales. Actualmente, existe una mayor diversificación respecto a la cobertura garantizada por el FONASA: los trabajadores del sector privado representan el 38%, seguido de los menores de 18 años (24%) y los pasivos (23%). En un tercer escalón, aparecen los cónyuges y/o concubinos (8%), los trabajadores del sector público (6%) y por último los profesionales independientes (1%) (Ministerio de Salud, 2017, p.11).

Gráfico 3 - Personas con afiliación FONASA por categoría (2007-2017) 

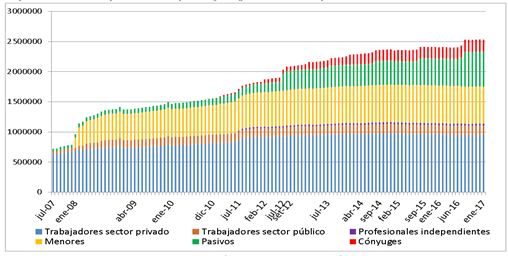
Fuente: Ministerio de Salud Pública, a partir de padrón BPS.

La tabla 2 presenta las afiliaciones de los distintos tipos de institución según tipo de cobertura (FONASA, NO FONASA). Así, se percibe que la mayoría de afiliaciones corresponden a coberturas FONASA, mientras que la tercera parte del total pertenece a afiliaciones NO FONASA, lo que incluye afiliaciones particulares (pagando una cuota individual en una institución o a través de un convenio colectivo), beneficiarios gratuitos de ASSE o usuarios de Sanidad Policial o Militar (Ministerio de Salud, 2017). Asimismo, puede apreciarse que el 80% de las coberturas FONASA están asociadas al sector privado, mientras que el 20% restante son afiliaciones correspondientes a ASSE. Dentro de las coberturas identificadas como NO FONASA, la mayoría pertenece a afiliaciones en ASSE. 
Tabla 2 - Afiliaciones (registros) por tipo de institución según cobertura. 
|           | IAMC      | ASSE      | Sanidad Policial | Saniad militar | Seguros privados | Total     | %      |
| Total     | 2.158.126 | 1.248.484 | 119.391          | 138.815        | 104.206          | 3.769.022 |        |
| FONASA    | 1.974.057 | 496.233   | -                | -              | 45.393           | 2.515.683 | 66,70% |
| NO FONASA | 184.065   | 752.230   | 119.391          | 138.815        | 58.813           | 1.253.291 | 33,30% |
| SIN DATO  | 4         | 21        | -                | 23             | -                | 48        | 0,00%  |

Fuente: Ministerio de Salud Pública a partir de RUCAF, 2016. 
Según distribución poblacional en quintiles de ingreso de hogares, el siguiente gráfico muestra los perfiles de los usuarios beneficiarios del SNIS según el tipo de aseguramiento. Se evidencia una fuerte fragmentación respecto a la mayor presencia del ASSE en los quintiles más bajos y las IAMCs y seguros privados en los quintiles más altos. Respecto al ASSE se observa que el 61% de sus usuarios corresponden al quintil más bajo, y la población de los quintiles más altos, representan un 1% del total de usuarios de este prestador. En los seguros privados observamos que sucede lo contrario, mientras que personas con menos ingresos representan el 1% de sus usuarios, el 74% corresponde al quintil más alto de la población.
Gráfico 4 - Porcentaje de personas con cobertura integral por quintiles de ingreso de los hogares, según tipo de prestador. .

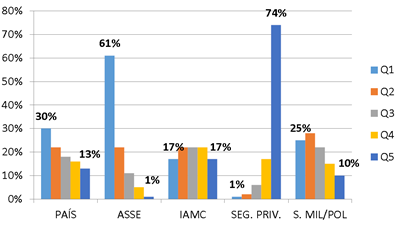
Fuente: Ministerio de Salud Pública, a partir de ECH 2015, INE.

Cabe señalar que en el campo de la provisión, se destaca la separación de las competencias de rectoría y provisión de servicios de salud a través de la Ley 18.161, que establece que la Administración de Servicios de Salud del Estado (ASSE) pasa a ser un servicio descentralizado –antes desconcentrado– que se relacionará con el Poder Ejecutivo a través del Ministerio de Salud Pública. La ASSE integra el Sistema Nacional Integrado de Salud y tiene por propósito garantizar el derecho a la atención a la salud de los uruguayos, coordinando con los otros servicios estatales (Artículo 4). Dicho organismo está dirigido por un directorio de cinco miembros, tres de los cuales son designados por el Poder Ejecutivo, previa venia del Senado, y otros dos directores representan a los trabajadores y usuarios. La Ley 18.161 también tiene prevista la creación de un Consejo Honorario Nacional y de consejos departamentales para ampliar la participación de asesoría al Directorio.

## Gobernanza
Dentro de la institucionalidad creada en el marco de la Reforma, en la cual existen espacios para la participación social, se destaca la Junta Nacional de Salud, conformado como el organismo de administración del Seguro Nacional de Salud (SNS), integrado por representantes del Poder Ejecutivo mediante el Ministerio de Salud,  Ministerio de Economía y Finanzas y el Banco de Previsión Social. Los espacios para la participación de representantes de la sociedad incluyen representantes de los usuarios del sistema de salud, sus trabajadores y las empresas prestadoras. 
Todos estos actores participan en la definición de la orientación del Seguro Nacional de Salud (SNS), la política de complementación asistencial y otras funciones asignadas por la ley a la Junta Nacional de Salud. Otro lugar destacado es el de la Administración de los Servicios de Salud del Estado (ASSE) que a partir de su descentralización, se constituye un directorio de cinco miembros: tres son representantes del Poder Ejecutivo, uno es un representante de los usuarios y el otro es un representante trabajador del prestador público. Estos miembros participan en la definición de las políticas del principal efector público del SNIS. Otro espacio para la participación en el marco de la ASSE, en la Ley 18.161, corresponde a los Consejos Asesores Honorarios –Nacional y departamentales-. Estos Consejos Honorarios desarrollan actividades de asesoramiento, proposición y evaluación las cuales no tienen carácter vinculante para el Directorio de la ASSE.

La Ley de creación del SNIS, establece que los prestadores –públicos y privados– cuenten con órganos asesores y consultivos representativos de sus trabajadores y usuarios (Art. 12, Ley 18.211). Dichos órganos –Consejos Consultivos y Asesores (CCA)– están integrados por seis miembros honorarios: dos por el prestador (uno de los cuales deberá ser integrante de su órgano de gobierno), dos por los usuarios y dos por los trabajadores. Tienen como competencia apoyar campañas de promoción y prevención de la salud; emitir opinión y formular propuestas sobre estrategias, políticas, planes, programas y acciones que hagan a la gestión del prestador; expedirse sobre los asuntos que someta a su consideración el prestador; evaluar el desarrollo en su institución de los programas de atención integral a la salud aprobados por el Ministerio de Salud (MSP); velar por la calidad de los servicios de salud que brinde el prestador; participar en el análisis y evaluación de las reclamaciones de los usuarios del prestador, pudiéndose contactar y coordinar acciones con las "Oficinas de Atención al Usuario" y otros órganos con funciones similares. A su vez, los CCA pueden promover acciones encaminadas a fortalecer la participación de pacientes y funcionarios con la gestión del prestador, o tomar conocimiento de los balances y memorias de la entidad a la que pertenece (Decreto 269/008).
En el proceso de reforma se ubican las Oficinas de Atención al Usuario. Desde el año 2002 el decreto 395/2002 estableció la obligación de conformarlas en los Servicios de Salud y aprobó el “procedimiento para la tramitación de peticiones, reclamos o consultas de los usuarios de los Servicios de Salud”, fue el decreto 15/2006 el que le dio nuevamente impulso a estos espacios. Además marcó la obligación de las instituciones prestadoras de informar mensualmente al MSP acerca de los procedimientos iniciados por los usuarios (Rodriguez, 2010).
Fue creada además el Área de Atención al Usuario del  MSP, con el fin de canalizar esos procedimientos y, esencialmente, brindar al usuario información adecuada y oportuna. Se implementó un programa informático para facilitar la transmisión de información entre las oficinas de atención al usuario de los prestadores y el MSP, de modo que este último pudiera conocer la percepción del usuario sobre la calidad de la asistencia que recibe. Posteriormente, el decreto 464/008 de los Contratos de Gestión, en su cláusula número 55, establece las obligaciones de cumplir con la normativa en cuanto a la disposición de estas oficinas, sus horarios, régimen de funcionamiento, etc. (Rodriguez, 2010). 
También se implantó un servicio telefónico, universal, gratuito y nacional, que funciona en el MSP. La línea brinda información general de los Servicios de Salud y del SNIS, orientación en salud y recepción de quejas y/o sugerencias. Siguiendo en el campo del vínculo individual de los usuarios con los servicios de salud, los contratos de gestión establecen en su artículo 58 la obligación de los prestadores de realizar encuestas anuales de satisfacción del usuario con los servicios de salud (Rodriguez, 2010).

## Estructura y organización
Anterior a  la reforma de creación del SNIS, el sistema de salud era segmentado. La atención brindada por hospitales y policlínicas del subsistema público estaba dirigida a la población de menores ingresos, es decir, a quienes no podían hacer frente al pago de las cuotas de las instituciones privadas.

El sector privado –constituido por las Instituciones de Asistencia Médica Colectivas (IAMC) y por los seguros de atención médica– estaba orientado a la atención de los grupos de ingresos medios y altos que pagan las cuotas mutuales de su bolsillo y a brindar cobertura a los trabajadores privados y públicos del sector formal, mediante  una oficina estatal (el Banco de Previsión Social) responsable de actuar como intermediario, recibiendo el aporte de los trabajadores y de los empleadores y contratando a las IAMC.

Con la creación del nuevo sistema se integra  con la incorporación progresiva de la población al Seguro Nacional de Salud y garantizando un Plan Integral de Atención a la Salud, el cual constituía el conjunto de prestaciones que deben garantizar a sus beneficiarios las instituciones acreditadas como prestadores integrales del Sistema Nacional Integrado de Salud. En su Art. 5º, de la Ley de creación de refiere dentro de las competencias del Ministerio de Salud: “aprobar los programas de prestaciones integrales de salud que deberán brindar a sus usuarios los prestadores públicos y privados que integren el Sistema Nacional Integrado de Salud, y mantenerlos actualizados de conformidad con los avances científicos y la realidad epidemiológica de la población”. Por otro lado, el Artículo 15º de la ley 18.211 que crea el SNIS establece que “la Junta Nacional de Salud suscribirá un contrato de gestión con cada uno de los prestadores que se integren al Sistema Nacional Integrado de Salud, con el objeto de facilitar el contralor del cumplimiento de las obligaciones que impone a éstos la ley”. Se trata de un cambio desde el punto de vista de la universalidad de su aplicación, dado que hasta ese momento, las normas dictadas sobre cobertura de prestaciones solo se referían a las instituciones de asistencia médica colectiva (IAMC).
En relación a las metas asistenciales, hasta el año 2016 el pago correspondiente al componente metas de la Cuota Salud continuó representando el 6% de los egresos del FONASA, tal como ha sucedido desde el año 2008. Este mecanismo de pago busca incentivar cambios en los modelos de atención y gestión de los prestadores integrales, contribuyendo al logro de los Objetivos Sanitarios Nacionales (OSN 2020)
Cuadro 2 – Metas asistenciales en salud.
| META                                                                       | Descripción |
| Meta 1: Salud del niño, niña y mujer                                       | Promueve el control de los recién nacidos y del niño/a en su primera infancia. Incide en los últimos años del recién nacido en riesgo. Trabaja en el control del embarazo y prevención y atención de situaciones de violencia.                                                                                               |
| Meta 2: Médico de referencia y promoción                                   | Centrada en el incentivo al control de la población con médico de referencia en los tramos de 12 a 19 años y en adultos a partir de los 45 años. Incentiva la promoción de la salud con foco en la población adolescente de las instituciones educativas y sociales. Impulso en el logro de objetivos sanitarios nacionales. |
| Meta 3: Control de adultos mayores                                         | Meta que se traslada a la meta 4 a partir del segundo semestre del 2016. |
| Meta 4: Cargos médicos de alta dedicación                                  | Cabe impulsar la contratación de cargos de alta dedicación por parte de las instituciones en las especialidades cordadas en el marco de los Consejos de Salarios. |
| Meta 5: Capacitación y pago de partida variable a trabajadores de la salud | Establece los pagos variables de salarios de los trabajadores del sector acordados en los Consejos de Salarios, y dichos pagos están condicionados a la realización de actividades de capacitación pautadas por el Ministerio de Salud.                                                                                      |

Fuente: Elaboración propia a partir de la Rendición de cuentas JUNASA, 2016.

#### Prestaciones incluidas en el Sistema Nacional de Salud
A partir del Decreto del Plan Integral de Atención a la Salud (PIAS), las obligaciones son idénticas para todo prestador integral, público o privado del país, aspecto relevante dado que el sistema opta por un espectro de prestadores mixto a los cuales el usuario asegurado puede elegir su filiación. 
Un cambio sustantivo se produce desde el punto de vista de la formulación del catálogo de prestaciones, que pasa de la lógica de explicitar las exclusiones a la de describir en forma clara y precisa cada una de las prestaciones de salud. Fue elaborado en un proceso que incluyó estudios técnicos y consensos de diferentes actores (autoridad sanitaria, prestadores, académicos), y desde su creación en el 2008 prevé su actualización periódica. A inicios del 2018, mediante ordenanza N°289, se aprueba el documento “Catálogo de prestaciones (Anexo II del Decreto N°465/008, Decreto N° 289/009, Decretos y Leyes posteriores)”. 
Los principales capítulos del Catálogo son los siguientes: 
• Modalidades de atención médica
• Especialidades médicas, otros profesionales y técnicos para el control y la recuperación de la salud
• Procedimientos diagnósticos  
• Procedimientos terapéuticos y de rehabilitación 
• Salud bucal 
• Medicamentos y vacunas 
• Transporte sanitario 
• Interpretación (Procedimientos a normatizar o protocolizar).
Dentro las modalidades de atención médica se incluyen atención ambulatoria coordinada en consultorio y domicilio; urgencia y emergencia institucional y extrahospitalaria; internación en sus diferentes niveles de cuidados; otras modalidades (internación domiciliaria, hospital de día, cirugía de día o corta estadía, cirugía ambulatoria); atención en centro quirúrgico; atención en sala de partos y cuidados paliativos.
Los programas de salud colectiva, dependen del Departamento de Programación Estratégica y son considerados un componente principal del proceso de reforma. Fueron jerarquizados desde el punto de vista institucional en la anterior administración y se espera para esta etapa, donde el cambio de modelo de atención es uno de los principales objetivos, su contribución y liderazgo en el abordaje de los problemas de salud-enfermedad prevalentes en el país. 
Están organizados en cuatro áreas: 
• Promoción y prevención: control de tabaco, nutrición, prevención de accidentes, salud bucal, salud mental, salud rural. 
• Salud sexual y reproductiva: programa ITS/SIDA, programa salud de la mujer, violencia y salud. 
• Ciclos de vida: programas adolescencia y juventud, salud del adulto mayor, niñez y salud del adulto. 
• Enfermedades crónicas prevalentes: programa nacional de cáncer, hipertensión, diabetes, etc. 
Asimismo, se trabaja en forma transversal en los distintos programas los siguientes abordajes: bioética y derechos, género, gestión de riesgos y daños. 

#### Reaseguro para tecnología de alto costo y baja prevalencia (Fondo Nacional de Recursos)
Existe un sistema de reaseguro de cobertura nacional para la tecnología de mayor costo y baja prevalencia, denominado Fondo Nacional de Recursos (FNR) (que tuvo una ejecución presupuestal de 260 millones en el 2017). Las prestaciones que incluye son: Artroplastia de Cadera por Artrosis, Artroplastia de Cadera por Fractura, Artroplastia de Rodilla, Cateterismo Cardíaco Derecho, Cateterismo Cardíaco Infantil, Cateterismo Terapéutico, Cirugía Cardíaca, Cirugía Cardíaca Infantil, Diálisis Peritoneal Crónica Ambulatoria, Dispositivo para Implante Coclear (personas menores de 7 años), Hemodiálisis, Implante de Cardiodesfibrilador, Marcapasos, Procedimiento Cardiológico Intervencionista (PCI), Programa Piloto de Prevención Primaria de Muerte Súbita, Tomografía por Emisión de Positrones (PET - SCAN), Trasplante Cardíaco, Trasplante Hepático, Trasplante de Médula Ósea, Trasplante Renal, Tratamiento de Infertilidad Humana mediante técnicas de Reproducción Asistida de Alta Complejidad, Tratamiento de Quemados, Actos en el Exterior; así como tratamientos con medicamentos de alto costo. 
En el siguiente gráfico se observa que en el año 2017 el 79% del gasto de este organismo correspondió a actos médicos, seguido por el 16 % del gasto en medicamentos.
Gráfico 5 – Porcentaje según concepto de gasto del Fondo Nacional de Recursos.

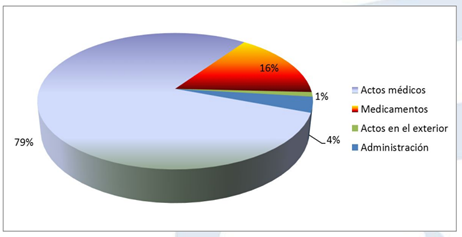
Fuente: Ferreira Maia, A. Fondo Nacional de Recursos, 2018.

Los principales objetivos del FNR son: asegurar acceso equitativo a un conjunto de procedimientos y medicamentos considerados de alta especialización e impacto económico, en condiciones de calidad y sustentabilidad; preparar, difundir y revisar periódicamente protocolos de indicaciones; realizar seguimiento de resultados que permita la revisión y nueva toma de decisiones sobre inclusiones de prestaciones y sus protocolos de uso.

### Atención Primaria de Salud
La necesidad de fortalecer el primer nivel de atención en el marco de la estrategia de APS es una de los principales objetivos de esta etapa de la reforma del sector.
A nivel nacional, más allá de que todos los prestadores del SNIS (instituciones de asistencia médica colectiva, cooperativas médicas, etc.) (Ríos Ferreira, 2015) deben llevar adelante los cometidos establecidos en la ley, es la Administración de Servicios de Salud del Estado (ASSE), único prestador público integral del sistema, quien tiene la mayor responsabilidad de conducir el proceso de reforma hacia un nuevo modelo de atención en el marco de una estrategia de APS. Como el principal prestador estatal de atención integral a la salud, la ASSE ofrece una red de servicios de asistencia sanitaria en todo el territorio nacional, con un concepto de atención integral a la salud que incluye la promoción, prevención, diagnóstico, tratamiento oportuno y rehabilitación (ASSE, 2014b). De acuerdo a la organización político administrativa del Uruguay, luego del nivel nacional sigue el nivel departamental, conformado por 19 Intendencias Departamentales, que históricamente fueron incursionando en la atención a la salud y, particularmente, en el primer nivel de atención. A pesar del desarrollo variable, todas las intendencias tienen alguna participación en la salud a través de recursos propios, actuando en red con servicios de la ASSE y/o policlínicas comunitarias o autogestionadas (Ríos, 2013a). En Uruguay no hay transferencias de competencias delegadas de asistencia a la salud para los niveles municipales. La creciente coordinación de esfuerzos del sector prestador público, que permite optimizar el uso de los recursos y evitar duplicaciones de servicios, aparece como una estrategia para avanzar hacia la APS con la creación de la Red Integrada de Efectores Públicos de Salud (Rieps). 
La Rieps constituye una estructura interinstitucional que incluye la ASSE y todos los demás prestadores públicos, los Servicios Médicos del Instituto de la Seguridad Social (denominado Banco de Previsión Social – BPS), el Hospital de Clínicas (HC), la Dirección Nacional de Sanidad Policial, la Dirección Nacional de Sanidad de las FF. AA., el Banco de Seguros del Estado (BSE) y las Intendencias Municipales (República Oriental del Uruguay, 2011). Se destaca el potencial coordinador de la Rieps como una condición necesaria, aunque no suficiente, para una buena complementación público-privada en el marco del SNIS (Benia, 2011). De ese modo, con el objetivo de profundizar la articulación de la RIEPS en el marco del SNIS en el 2014 se desarrolló el Plan Estratégico Nacional 2014–2020, que promueva una dinámica de redes, y permita superar la fragmentación entre sus instituciones y ámbitos de atención, asegurando la integralidad y continuidad de la atención (Red Integrada de Efectores Públicos en Salud, 2014).

### Accesibilidad
A partir de la reforma se ha desarrollado la normativa específica, implementando sistemas de información con indicadores que permiten monitorear diferentes dimensiones de acceso, y se ejecutan de manera sistemática acciones de fiscalización de los prestadores de salud. Los contratos de gestión son otro instrumento que prioriza los temas de acceso funcional a los servicios, exigiendo mayor disponibilidad horaria de atención, policlínicas los sábados y coordinación de consulta vía telefónica, entre otros aspectos. Una mención especial se debe hacer sobre el Programa Nacional de Salud Rural que fue aprobada en el 2010, y define obligaciones para los prestadores que tienen beneficiarios en las zonas del territorio nacional con centros poblados con menos de 5.000 habitantes. La aprobación y difusión de la cartilla de derechos de los usuarios, sumadas a la presencia de sus representantes en diferentes ámbitos de la institucionalidad del SNIS, son componentes que también contribuyen en los procesos de mejora de las condiciones de acceso.
A pesar de las diferentes medidas tomadas en cuanto a exoneraciones y reducciones de tasas moderadoras, sigue habiendo gran preocupación por el problema de acceso económico, en particular para la población de menores ingresos que elige prestadores privados para la atención de su familia[1] .

### Financiamiento en Salud
Con la creación del Sistema Nacional Integrado de Salud (SNIS) en 2008 con el objetivo de ofrecer cobertura universal y de disminuir la segmentación del sistema, se cambia el modelo de financiamiento del sistema de salud uruguayo con la constitución del Seguro Nacional de Salud (SNS), independizando la pertenencia al seguro de la forma de inserción laboral. El SNS tiene como objetivo amparar a todos los uruguayos, tanto a trabajadores dependientes como independientes y también a la población sin capacidad de contribución. Es administrado por la Junta Nacional de Salud (JUNASA), organismo desconcentrado del Ministerio de Salud Pública (MSP), con participación de trabajadores, usuarios y representantes de las instituciones que prestan servicios integrales. El SNS se conforma a partir del Seguro de Enfermedad del Banco de Previsión Social (ex DISSE), al cual tenían derecho hasta ese momento todos los trabajadores privados del país, y es financiado por el FONASA, creado en agosto de 2007 (Ley 18.131), fecha a partir de la cual se comienza la ampliación de la cobertura de la seguridad social a nuevos colectivos.
En primer lugar, quedan incluidos en el FONASA los trabajadores privados que integraban la ex DISSE y los trabajadores públicos sin cobertura, así como los pasivos de menores ingresos (menos de 2,5 veces la Base de Prestaciones y Contribuciones o BPC, cuyo valor en enero de 2008 era de $1755 pesos, equivalente a USD 84). Luego, en enero de 2008, ingresan los hijos menores de 18 años y/o discapacitados a cargo de un beneficiario FONASA y aquellos trabajadores que estuvieran dentro del seguro y se jubilen. En marzo de ese año se hizo efectivo el ingreso del resto de los trabajadores públicos y, por último, en julio ingresaron los trabajadores de la Administración Nacional de Educación Pública (ANEP), la Universidad de la República (UDELAR) y el Poder Judicial. Los colectivos que ingresaron posteriormente hasta julio de 2016 fueron: los cónyuges de trabajadores/ as, los profesionales y los trabajadores con cobertura, a través de cajas de auxilio y sus familias y los jubilados con ingresos mayores a 2,5 BPC. 
El financiamiento del seguro es a través de aportes patronales del 5% sobre las retribuciones y, en el caso de los trabajadores, de 3% para quienes perciben menos de 2,5 BPC, y de 4,5% y 6% en caso de superar ese límite y según tengan o no hijos menores y/o discapacitados a cargo. Las tasas son similares para los jubilados. Estos aportes otorgan al trabajador el derecho a la atención de su salud y la de sus hijos en cualquiera de los prestadores integrales del SNIS, sea el público, la Administración de Servicios de Salud del Estado (ASSE), o las Instituciones de Asistencia Médica Colectiva (IAMC) o Seguros Integrales. 
La JUNASA administra el SNS, firmando contratos de gestión con los prestadores integrales a quienes paga una “cuota salud” por cada beneficiario. Dicha cuota salud consta de un componente cápita ajustado por edad y sexo de los usuarios y un pago por el cumplimiento de metas asistenciales. Los contratos de gestión establecen además un conjunto de obligaciones asistenciales, de acceso, información, etc., cuyo incumplimiento está sujeto a sanciones que implican la suspensión total o parcial, temporal o definitiva de los pagos correspondientes. 
Las Cuentas Nacionales de Salud (CNS) 1994–95, 1997–98, 2000–2001 y 2004 fueron un importante insumo en el diseño del cambio del modelo de financiamiento, permitiendo identificar las principales inequidades y establecer las prioridades en el proceso de avance hacia un seguro nacional de salud universal. En las cuentas del 2008 se utiliza como base la Guía de producción de las cuentas nacionales de salud con aplicaciones especiales para países de bajo y mediano ingreso. Varios técnicos que participan de su elaboración han estado en diferentes instancias de armonización de estadísticas en salud a nivel regional. 
Ya en el 2016, se elaboró un informe referente a la actualización y ampliación de las estimaciones correspondientes al financiamiento en salud en el periodo de 2011 a 2014, donde fueron elaboradas 3 matrices para cada uno de los años del período:  matriz de ingresos de los esquemas de financiamiento de la salud (HF x FS), la matriz de factores de provisión de los proveedores de salud (FP x HP) y la cuenta capital de los proveedores de salud (HK x HP), recomendadas por SHA 2011. Asimismo, considerando las siguientes clasificaciones del Sistema de Cuentas en salud (SHA): esquemas de financiamiento (HF), ingresos de los esquemas de financiamiento (SF), PROVEEDORES DE SALUD (HP), Factores de provisión (FP) y Cuenta de capital (HK). 
Las fuentes de datos utilizadas fueron las siguientes: 
·        Ministerio de Salud 
·        Sanidad Militar 
·        Sanidad Policial
·        Hospital de Clínicas “Dr. Manuel Quintela” (Universidad de la República)
·        Banco de Seguros del Estado 
·        Fondo Nacional de Recursos 
·        Administración de Servicios de Salud del Estado 
·        Banco de Previsión Social 
·        FONASA 
·        INAU 
·        Universidad de la República (Oficinas Centrales) 
·        Intendencias Departamentales 
·        Caja Notarial 
·        Comisiones Honorarias, Instituciones sin fines de lucro y CUDIM. 
·        ANCAP 
·        ANV-BHU 
·        Otras empresas y organismos públicos13: OSE (CHASSFOSE), ANTEL, ANP, Instituto de Colonización, BROU, BCU. 
Por otro lado, se utilizaron registros administrativos disponibles en el MSP, de las siguientes instituciones: Instituciones de Asistencia Médica Colectiva (IAMC), Seguros Privados Integrales, Emergencias Médicas Móviles. 
El siguiente diagrama se esquematiza las clasificaciones utilizadas por las Cuentas de Salud (SHA 2011). 
Grafico 6 - Diagrama conceptual del flujo de recursos del sistema.

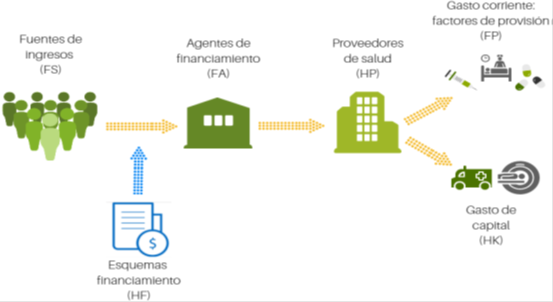
Fuente: Ministerio de Salud, a partir de la base SHA, 2011.

Referente a los resultados del Sistema de Cuentas de Salud (SHA) 2015, se verifica que el gasto total en salud en Uruguay corresponde a 9,2% del producto bruto interno (PBI) en el año 2015. A continuación se presentan los principales resultados de los estudios de las Cuentas Nacionales de Salud 2015 y su comparación con otros periodos anteriores.
En el gráfico 7 se presenta la evolución del gasto total en salud entre los años 2011 y 2015, mostrando el incremento en un 24% en términos reales, lo que significa un crecimiento promedio anual de 6% durante el quinquenio analizado.
Gráfico 7- Gasto total en salud entre 2011 y 2015. Millones de pesos constantes de 2015.

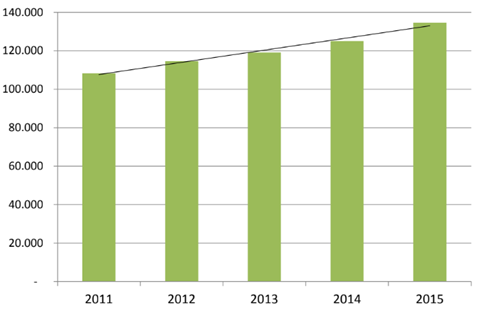
Fuente: Ministerio de salud. Informe de cuentas en salud de Uruguay, 2017.

Por otro lado, en relación al gasto en salud como proporción del Producto Interno Bruto (PIB), entre los años 2011 y 2015 el valor promedio fue de 9%, teniendo un crecimiento de 0,4% durante el quinquenio analizado: “El crecimiento observado en el ratio se explica porque el aumento del gasto en salud es más pronunciado que el crecimiento del PIB, agregado que presenta un relativo enlentecimiento en los años considerados” (Ministerio de salud, 2017).
Cuadro 3 - Gasto total en salud como porcentaje del PIB entre 2011 y 2015
| Año  | Gasto en salud/PIB |
| 2011 | 8,8%               |
| 2012 | 9,0%               |
| 2013 | 9,0%               |
| 2014 | 9,0%               |
| 2015 | 9,2%               |

Fuente: Ministerio de salud, a partir de la rendición de cuentas, 2017
Respecto al gasto en salud proveniente de las principales fuentes de financiamiento (públicas y privadas), el gráfico siguiente presenta la evolución del gasto en salud entre el año 2011 y 2015.
Gráfico 8 – Evolución de las fuentes de financiamiento públicas y privadas entre 2011 y 2015. Miles de pesos constantes de 2015.

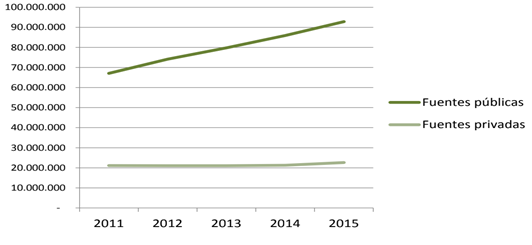
Fuente: Ministerio de salud. Informe de cuentas en salud de Uruguay, 2017.

Como se observa, las fuentes públicas se incrementaron mientras que las privadas decrecieron a lo largo del quinquenio. Según el Ministerio de Salud (2017), esta tendencia ya se venía observando desde el inicio de la Reforma de la salud, siendo que en el 2008 se evidenció un gran cambio en la estructura del financiamiento que resultó en un financiamiento público superior al 60% del gasto. En el período 2011-2015, las fuentes públicas de financiamiento pasan de representar el 62% del gasto en 2011 a 69% en 2015. Las fuentes privadas, por su parte, se reducen de 36% a 29% en el período. 
Los agentes de financiamiento son los organismos o instituciones que canalizan los fondos provenientes de las distintas fuentes, utilizándolos para comprar servicios de salud. Existen agentes tanto públicos como privados y una de las principales características del sistema de salud de Uruguay es que muchos agentes de financiamiento son también prestadores de servicios de salud. 
Los agentes de financiamiento cuya tarea principal es actuar como intermediarios de fondos son el Banco de Previsión Social – SNS, que compra servicios de salud para sus beneficiarios a las IAMC; los seguros privados integrales y ASSE; el FNR, que compra servicios de medicina altamente especializada a los IMAE; y los seguros convencionales. 
Los agentes de financiamiento que son además prestadores directos de los servicios, son las IAMC, ASSE y los seguros privados integrales. En cuanto a los agentes de financiamiento, el informe de las Cuentas Nacionales destaca: 
• Los recursos recibidos por la ASSE crecieron 55,6% llegando a administrar el 27% del total de los fondos en 2008. 
• Las IAMC mantuvieron su importancia como proveedores, pero su peso como agente disminuyó. En 2005, recibían 22,6% del total de recursos como agentes y hacían uso del 44,9% como proveedores. En 2008, esas cifras pasaron a ser 13,9% y 44,5% respectivamente. 
• Los fondos intermediados por el BPS-FONASA crecieron 111,1%. En 2008 se produjo el crecimiento más importante: 73,8% respecto de 2007 a partir del ingreso de nuevos colectivos al Seguro Nacional de Salud. 
• Los agentes públicos administraban en 2014 71,2% de los fondos. Las estimaciones preliminares indican que entre 2005 y 2014 el gasto de bolsillo (tasas moderadoras, copagos y pagos directos) de los hogares disminuyó 6,4% en términos reales y su participación en el gasto nacional en salud cayó de 22% a 15,6%  (ISAGS, http://isags-unasur.org/es/datos/).
El crecimiento del gasto que realiza ASSE determinó que su participación en el total aumentara el 37,2% en el periodo, pasando de 13,7% del gasto total en salud en 2005 a 18,8% en 2008. La participación en el total del gasto en salud de las Instituciones de Asistencia Médica Colectiva (IAMC), el principal proveedor privado, se ha mantenido en torno al 44%, a la vez que se verifica un crecimiento de los Seguros Privados Integrales que pasan de 3,7% del total a 4,8%.
El gasto en salud por usuario en ASSE se duplicó entre 2005 y 2008, pasando de 312 $ en 2005 a 654 $ en 2008. Se constata una reducción de la brecha existente en el gasto por usuario entre ASSE y IAMC: en 2005 el gasto per cápita de las IAMC era 3,5 veces el de ASSE, mientras que la relación cayó a 1,6 en 2008. 
Las principales conclusiones del Informe de Cuentas Nacionales del 2015 muestran que  el cambio en el modelo de financiamiento luego de la Reforma Sanitaria tuvo los siguientes resultados: 
·        Implementación de nueva metodología basada en la clasificación de esquemas de financiamiento y de proveedores de salud.
·        Incremento del financiamiento público vía impuestos y seguridad social. 
·        Disminución del financiamiento privado. 
En el gráfico 9 -  pueden observarse los diferentes flujos monetarios del SNIS.

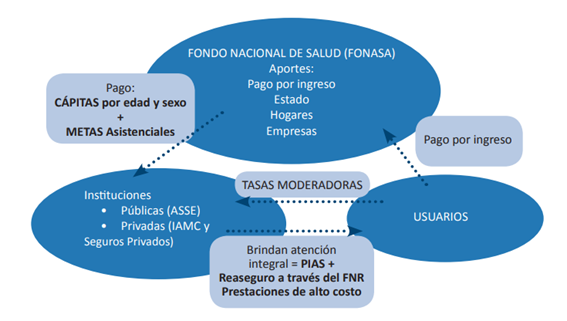
Fuente: ISAGS, Sistemas de Salud en Suramérica, 2012.

El sistema de pago desde el FONASA a los prestadores integrales, consiste en una Cuota Salud por cada beneficiario bajo cobertura por el SNS, con dos componentes: cápitas ajustadas por edad y sexo y metas asistenciales. El pago per cápita ajustado por riesgo, es un mecanismo que intenta eliminar los incentivos a la selección de riesgos manteniendo los incentivos a la eficiencia y donde el pago varía en función de algunas características de los afiliados (sexo y edad) y/o de los costos esperados de la asistencia. Para su cálculo, se realiza un análisis retrospectivo del gasto, tomando en cuenta el promedio anual del gasto en que las IAMC incurren para dar cobertura a las prestaciones incluidas en el catálogo de Plan Integral de Atención a la Salud (PIAS). El gasto promedio por usuarios según sexo y edad (cápita) se estima considerando el gasto por institución para la producción de cada servicio asistencial; la cantidad demandada de cada servicio asistencial por los usuarios de cada tramo de edad y sexo; y el número de usuarios registrados en la institución de cada tramo de edad y sexo.

### Macrogestión
La rectoría del Sistema Nacional Integrado de Salud (SNIS) es ejercida por el Ministerio de Salud Pública que: elabora las políticas y normas para la organización del SNIS; habilita los prestadores de servicios integrales de salud; aprueba los programas de prestaciones integrales de salud que los prestadores públicos y privados que integran el SNIS deben brindar a sus usuarios; instrumenta un sistema nacional de información y vigilancia en salud; regula y desarrolla políticas de tecnología médica y de medicamentos; formula política de promoción de salud y promueve la investigación científica en salud y la adopción de medidas que contribuyan a mejorar la calidad de vida de la población. La JUNASA administra el Seguro Nacional de Salud, firmando contratos de gestión con los prestadores integrales y paga a los prestadores una cápita por cada beneficiario. Los contratos de gestión constituyen un instrumento de gestión por resultados que busca incentivar a los prestadores a cumplir un conjunto de actividades específicas, tendientes al logro de objetivos delineados en el marco de la reforma del sistema de salud. El Artículo 15º de la ley 18.211 que crea el SNIS establece que “la Junta Nacional de Salud suscribirá un contrato de gestión con cada uno de los prestadores que se integren al Sistema Nacional Integrado de Salud, con el objeto de facilitar el contralor del cumplimiento de las obligaciones que impone a éstos la ley”. 
Algunas de las recomendaciones relevadas para el diseño, indican que este tipo de instrumento debería ser: 
Simple y directo. Es aconsejable que en un primer momento se describan objetivos alcanzables y medibles. Los compromisos deben negociarse sobre bases realistas, de acuerdo a la información disponible. 
Responsabilidades y procedimientos claros. Ambos facilitan la transparencia y credibilidad. Pocos objetivos, metas e indicadores. Se hace difícil medir el resultado si hay demasiados objetivos o éstos se cambian constantemente. 
Sistema de monitoreo fuerte, consistente y constante. Los sistemas de información juegan un papel central en este aspecto, tanto para negociar compromisos sobre bases realistas como para verificar lo acordado. 
Premios y castigos poderosos y explícitos, de manera de lograr incidir en el comportamiento de los agentes. Los incentivos deben ser fuertes para lograr cambiar la conducta de los agentes y las sanciones si existen deben aplicarse. 
Mecanismo imparcial de resolución de controversias. Para que los contratos sean un proceso justo es necesario que las diferencias de criterio en los resultados de la evaluación puedan resolverse con una función de conciliación entre ambos. 
Los contenidos del contrato suscrito por la JUNASA y los prestadores integrales son los siguientes: 
• Prestaciones y acceso: obligatoriedad de brindar a todos los usuarios una canasta de prestaciones que garantice equidad, tiempos de espera y horarios de atención. 
• Usuarios: asegura la cobertura a todos los usuarios amparados por el sistema. 
• Forma y condiciones de pago: establece la cuota salud que se pagará a cada prestador. 
• Cambio en el modelo de atención: líneas de acción en promoción y prevención de salud. 
• Mecanismos de control y sistemas de información: obligatoriedad de presentar información ante el MSP. Establece a la Junta Nacional de Salud, los mecanismos para controlar las obligaciones de cada prestador. 
• Participación de actores sociales relevantes: creación de consejos consultivos. 
• Información y atención al usuario: definición de cartillas de derechos y deberes, oficinas de atención al usuario, página web con cartera de servicios y horarios. 
• Sanciones: los incumplimientos del contrato dan lugar a las sanciones previstas

### Vigilancia en Salud
El Ministerio de Salud Pública de Uruguay desarrolla la vigilancia en salud nacional esencialmente a través de la División de Epidemiología, la División de Salud Ambiental y Ocupacional y la División de Evaluación Sanitaria (fármacos, alimentos). La División de Epidemiología centraliza las funciones de vigilancia de enfermedades de notificación obligatoria, enfermedades inmunoprevenibles, enfermedades de transmisión sexual, infecciones hospitalarias, vigilancia laboratorial, eventos zoonóticos, enfermedades no transmisibles y eventos ocurridos en puntos de entrada. Asimismo centraliza las acciones de detección, evaluación y respuesta determinadas por el Reglamento Sanitario Internacional (RSI) a nivel nacional, incluyendo puntos de entrada designados. Se encuentra en funcionamiento desde el año 2011, el Centro Nacional de Enlace para el RSI (2005) a través del cual se centralizan las acciones de detección y respuesta a eventos, desarrolladas por equipos de respuesta rápida. 
El Ministerio de Salud de Uruguay desarrolla la vigilancia de las enfermedades no transmisibles por medio del monitoreo de la morbilidad y el monitoreo de la mortalidad por enfermedades no transmisibles. El monitoreo de la morbilidad por enfermedades no transmisibles se realiza a través del procesamiento de las siguientes fuentes de datos: 
Encuesta STEPS (MSP, 2006): A través de esta encuesta fue posible conocer la prevalencia de los principales factores de riesgo de las enfermedades crónicas no transmisibles, en la población de 25 a 64 años de edad, en localidades de diez mil habitantes o más del Uruguay. Fue relevada la prevalencia de los principales factores de riesgo conocidos y su evolución entre 2006 y 2013.
Tabla 3 – Prevalencia de principales factores de riesgo de ENT en el grupo etario entre 25 y 64 años, para los años 2006 y 2013.
| Factores de riesgo    | Años     | Años     |
| Factores de riesgo    | 2006 (%) | 2013 (%) |
| Sobrepeso + Obesidad  | 56,6     | 64,9     |
| Consumo de alcohol    | 52,6     | 50,2     |
| Tabaquismo            | 36,0     | 28,8     |
| Sedentarismo          | 35,1     | 22,8     |
| Hipertensión Arterial | 30,4     | 36,6     |
| Colesterol elevado    | 27,4     | 21,5     |
| Glicemia elevada      | 5,5      | 3,4      |

Fuente: ISAGS.  a partir de datos de la Segunda Encuesta Nacional de Factores de riesgo de enfermedades no transmisibles.
Egresos hospitalarios: Monitoreo y análisis de los egresos hospitalarios de todo el país codificados por CIE-X. El monitoreo de la mortalidad por enfermedades no transmisibles comprende el procesamiento y análisis de las muertes ocurridas por enfermedades no transmisibles en todo el país. Dicha información es proporcionada por la Unidad de Estadísticas Vitales del Ministerio de Salud Pública. Red de diagnóstico laboratorial para la vigilancia en salud Se encuentra en proceso de implementación la Red Nacional de Laboratorios de Salud Pública (RNL). Dicha implementación responde a una decisión política en el marco del proceso de descentralización, optimización de los recursos, ampliación de la cobertura nacional y accesibilidad a los servicios. Se prevé que la RNL integre los componentes asistenciales y de salud pública, buscando sinergias entre ambos y reduciendo las brechas entre la Dirección de Laboratorios de Salud Pública, la vigilancia epidemiológica y los efectores de servicios. 
En estrecha coordinación con los programas verticales de vigilancia y en el marco del Reglamento Sanitario Internacional, se establecerán requisitos básicos técnicos y administrativos (infraestructura, recursos humanos, equipamiento, insumos y algoritmos, flujogramas y procedimientos estandarizados), así como mecanismos de supervisión y evaluación por niveles resolutivos que faciliten la implementación de una plataforma técnica jerarquizada, dinámica y flexible. Se prevé el diseño e implementación de un sistema de información unificado y compatible. La implementación de la red y la sistematización de la información deben ser los ejes integradores del proceso de desconcentración y ampliación de la cobertura de los servicios, tanto asistenciales como de vigilancia, en el país. Como parte del proceso de implementación se prevé la búsqueda de mecanismos centralizados de compra (economía de escala, unificación de metodologías y equipamiento) para los equipos e insumos esenciales en el diagnóstico de las enfermedades priorizadas bajo vigilancia epidemiológica. Un aspecto importante a considerar es la normalización de las funciones de la proyectada RNL para garantizar su funcionamiento adecuado y viabilidad. 

### Fuerza de Trabajo en Salud
Fortalecer el rol rector del Ministerio de Salud en el campo de los recursos humanos en salud es un tema prioritario para la reforma de la salud. Los diferentes estudios sobre el tema evidencian importantes brechas entre la oferta y la demanda y la necesidad de recursos para afrontar el cambio de modelo de atención y de gestión; se requieren cambios profundos en el comportamiento del mercado de trabajo de la salud. Si bien en el Uruguay el principal problema no parece ser la disponibilidad de profesionales de la salud en general (la dotación de 4,9 médicos por 1.000 habitantes es un guarismo elevado en cualquier lugar del mundo), existen distorsiones en el mercado de trabajo, algunas de las cuales se evidencian en las siguientes tablas. A manera de síntesis, los principales problemas detectados son: importante concentración de profesionales en la capital del país, escasa disponibilidad de enfermería, multiempleo y mayor reconocimiento monetario a la labor de las especialidades quirúrgicas en relación al resto de la actividad médica. Un problema adicional, y muy marcado en los primeros años de este siglo, coincidiendo con la crisis económica, es la migración de médicos al exterior del país. 
Tabla 4 – Disponibilidad de médicos y enfermeras según región geográfica, Uruguay, 2006.
| Región     | Médico/a por mil | Enfermero/a por mil | Médicos/Enfermeros |
| Total país | 4,9              | 1,9                 | 2,5                |
| Montevideo | 8,5              | 2,8                 | 3,1                |
| Interior   | 2,5              | 1,4                 | 1,8                |

Fuente: Elaboración propia DEMPESA/MSP. Datos Caja de Profesionales universitarios (CJPPU). Instituto Nacional de Estadísticas (INE) - Estimaciones y proyecciones de población (revisión 2013).
Tabla 5 - Distribución de recursos humanos en salud en el sector público (ASSE) y privado (IAMC), Uruguay, 2016.
| Tipo de Personal                                      | ASSE | IAMC  |
| Medicina                                              | 25%  | 30%   |
| Enfermería                                            | 32%  | 26%   |
| Técnicos no médicos                                   | 15%  | 14%   |
| ASO                                                   | 29%  | 30%   |
| Total                                                 | 100% | 100%  |
| Médicos cada 10 no médicos                            | 3,28 | 4,30  |
| Médicos cada 10 enfermeros (auxiliares + licenciadas) | 7,82 | 11,75 |

Fuente: Elaboración propia DEMPESA/MSP. Sistema de Control y Análisis de Recursos Humanos (SCARH). Lotus Notes de ASSE.
La oferta formativa está fuertemente concentrada en el sector público y en el nivel superior y depende en forma directa de la Universidad de la República. El sector privado predomina en la formación de auxiliares, sobre todo de enfermería. La relación entre el sector de la salud y el sector formador fue históricamente escasa (como excepciones, puede mencionarse la Comisión de Residencias Médicas y algunos espacios de trabajo no sistemáticos). Lo mismo puede plantearse entre los Ministerios de Salud y Educación y Cultura.
Gráfico 10 – Estructura del sistema formador de recursos humanos en salud, Uruguay
Fuente: ISAGS, 2012.

### Acción sobre los Determinantes Sociales de la Salud
En el 2006 se creó el Plan de Equidad como iniciativa que revisó Y adecuó el esquema de protección propiciando un sistema renovado de bienestar y asistencia social. Este Plan integra, por un lado, una Red de Asistencia e Integración Social de carácter no contributivo dirigida a los grupos sociales en situación de pobreza y vulnerabilidad y, por otro, una serie de políticas sociales universales de carácter estructural, dentro de las cuales se destaca la reforma de la salud. 
Estas decisiones se tradujeron en un aumento del gasto público social, que muestra en términos reales una recuperación a partir del año 2005, representando un 62,7% del gasto público total y alcanzando en 2008 un 75,4% de dicho gasto Se mantiene en 75% en 2013 En consecuencia, tanto la incidencia de la pobreza como la de la indigencia disminuyen significativamente desde sus valores máximos en 2004 de 31,9% y 3,9% para el país urbano, alcanzando en 2009 valores de 20,9% y 1,6% de la población para todo el país, respectivamente. El nivel de indigencia también disminuyó significativamente, ya que entre el 2006 y el 2014 el porcentaje de personas en esta situación se redujo del 2,5% al 0,3%.
Queda como desafío dar respuesta a la desigual incidencia de la pobreza e indigencia entre distintos grupos sociales y áreas geográficas. Según el Centro de Investigaciones Económicas (CINVE) uno de los problemas preocupantes es la insuficiencia de ingresos que afecta de manera desigual a distintos grupos de población, en especial a los diferentes grupos etarios. En 2014, el 20% de los niños menores de 6 años y el 17% de los niños y adolescentes entre 6 y 17 años vivían en hogares pobres. La incidencia de la pobreza es menor conforme aumenta la edad, afectando al 7,6% de las personas entre los 18 y 64 años y sólo el 2% de las personas mayores de 64 años. No obstante, se tuvo reducciones importantes en algunos grupos etarios, así la pobreza en la población menor de 12 años se redujo más de 30 puntos (ver Gráfico 1).
En cuanto a la disminución de las desigualdades en la distribución de los ingresos, a la luz de la evolución de la relación de ingresos entre el primero y quinto quintil, vemos que han disminuido, pero no sustancialmente. El índice Gini pasó de 0,47 a 0,40 entre 2007 y 2014, como se observa en el siguiente gráfico. 
Gráfico 11 – Evolución del índice de Gini y contribución de cada fuente de ingresos. Periodo 2001-2014. 
Fuente: Centro de Investigaciones Económicas, a partir del base de datos de la ECH, 2015.
En 2006, la relación de ingresos entre el primero y quinto quintil era de 10,6, mientras que en 2009 pasó a ser de 9,44, siendo más inequitativa la distribución en Montevideo (9,8) que en el resto del país (8,9). En tanto estrategia clave para el combate a la pobreza, el descenso del desempleo y las mejoras en las condiciones salariales en el marco de la reinstalación de los Consejos de Salarios han mostrado avances significativos en los últimos años. La tasa global de desempleo ha disminuido de un 17%, en 2002, a un 7,3%, en 2009. Para el 2014, el desempleo femenino continuó siendo superior al masculino (8,4% y 5,1% respectivamente). Las mujeres percibían 20% menos de ingresos que los hombres con igual escolaridad. Persisten elevados índices de informalidad en el trabajo de los más jóvenes y en los sectores con mayor pobreza. (OPS, 2017) 
Un aspecto importante en la reducción de los indicadores de desigualdad en Uruguay según CINVE es el reflejo de lo que viene ocurriendo con el mercado laboral en Uruguay. Entre el 2001 y 2014 se produjo el descenso de la desigualdad de los ingresos laborales, debido a que cuanto menor el percentil de ingresos, mayor el crecimiento de ingresos laborales.

### Insumos Estratégicos para la Salud
Para garantizar los insumos estratégicos para la salud, la coordinación se da, principalmente, entre el MSP y el Ministerio de Industria. Este último supervisa un grupo de apoyo a la industria farmacéutica local. Otro nivel, más reciente, es la coordinación con la Agencia Nacional de Investigación e Innovación (ANII) que financia proyectos productivos locales de salud. La aplicación de los principios del Acuerdo de Derechos de Propiedad Intelectual Relacionados con el Comercio a las políticas de insumos en salud está en discusión de la Dirección Nacional de Propiedad Intelectual, pero solo algunos de sus aspectos básicos. Los compromisos asumidos por Uruguay en 2007 en los que se está empezando a trabajar en el marco de Mercosur y Unasur son: 
1. Promover la implementación en nuestros países de la Declaración de Doha sobre (ADPIC) y Salud Pública, en especial la Decisión del Consejo de ADPIC (Decisión IP/C/W/405, de 30/08/3003) sobre la reglamentación del párrafo 6 de la Declaración sobredicha – emisión de licencias compulsivas y utilización de los mecanismos de importación paralela. 
2. Promover una corriente de opinión pública sobre la importancia de los ADPIC y la Salud Pública para la implementación efectiva de las salvaguardias y flexibilidades incluidas en el acuerdo, así como de la Declaración de Doha. 
3. Fortalecer las iniciativas de cooperación internacional buscando la capacitación tecnológica mediante: • Promoción de alianzas estratégicas para la transferencia de tecnología. • Promoción de alianzas estratégicas para el desarrollo de ciencia, tecnología e innovación. • Formación de una red de asistencia técnica para nuestros países que se concentre en los temas vinculados a la propiedad intelectual relevantes para la salud. 
4. Preservar, en los acuerdos bilaterales y entre bloques regionales, las flexibilidades previstas en el acuerdo sobre los ADPIC, buscando: • Facilitar el uso de licencias obligatorias, las importaciones paralelas y la “excepción Bolar”. • Evitar la extensión de plazos de protección de patentes, la expansión de la materia patentable (por ejemplo: métodos terapéuticos, plantas y animales) y los segundos usos. • Evitar la vinculación entre la concesión de la patente y el otorgamiento del registro sanitario, así como toda otra disposición que establezca compromisos del tipo “ADPIC plus”. 
5. Buscar la participación activa de nuestros ministerios de salud en las negociaciones de tratados comerciales bilaterales, en las negociaciones entre bloques regionales y en los procesos de modificación, actualización o consolidación de las legislaciones nacionales sobre propiedad intelectual, mediante: • La afirmación de las necesidades del sector salud con aportes técnicos, fundadas en la Declaración Ministerial de Doha relativa al Acuerdo sobre los ADPIC y la Salud Pública y en la Declaración de los Objetivos de Desarrollo del Milenio de las Naciones Unidas. • La capacitación del personal del área de salud en temas de propiedad intelectual, en sus repercusiones actuales y futuras en el acceso a los medicamentos. 
6. Mantener el diálogo internacional sobre el impacto de la protección de patentes en el acceso a los medicamentos e insumos críticos, por medio de estudios e intercambios de experiencias. 
7. Encomendar la realización de estudios que permitan el seguimiento de los precios de los medicamentos, así como sobre los efectos del acuerdo sobre los ADPIC en el área de la salud pública en nuestros países, para identificar alternativas que contribuyan a fomentar la innovación y la transferencia de tecnología, permitiendo su apropiación social a costos accesibles. En cuanto a las restricciones en los acuerdos internacionales y tratados de comercio en la disponibilidad y costo de tecnologías e insumos sanitarios, fundamentalmente se relaciona a los costos de tecnologías e insumos sanitarios y a la disponibilidad. 
Ingreso de Medicamentos
El proceso de incorporación de fármacos al LPM en el marco del Sistema Nacional Integrado de Salud Uruguayo inicia con: la presentación de un formulario de solicitud al MSP al que se adjunta evidencia de alta calidad de su eficacia y seguridad comparado con las alternativas terapéuticas. Esta evidencia es analizada y complementada con una nueva búsqueda bibliográfica sistemática realizada por el evaluador. Se resumen los resultados de eficacia y seguridad obtenidos de estudios aleatorizados presentados y cuando hay más de uno y es metodológicamente adecuado se realizan meta análisis. Si no hay estudios de comparación cabeza a cabeza se realizan en ocasiones comparaciones indirectas. Los informes de eficacia y seguridad son posteriormente evaluados por un experto clínico quienes aportan su punto de vista en cuanto a la pertinencia de la inclusión. Finalmente en los casos candidatos a ingresar se realiza un análisis económico (impacto presupuestal o estudios de costo utilidad según el precio del tratamiento anual sea menor o supere el equivalente al valor del PBI per cápita). 
Los resultados arrojan que en 2011 solicitaron ingreso al FTM 123 fármacos, en 2012 fueron 37 fármacos, en 2013 fueron 30 fármacos y en 2014 fueron 51 lo que totaliza 241 solicitudes. De estas, todos fueron completamente revisados, 54 fueron rechazados por insuficiente evidencia presentada, 163 tienen informes de eficacia y seguridad completos y 24 están siendo evaluados en este sentido. De los 163 evaluados, 61 tienen pendientes evaluaciones clínica o económicas. 
El desarrollo de un sistema de evaluación de tecnologías para informar a los decisores sobre la incorporación de nuevos fármacos a las listas positivas de medicamentos de los sistemas únicos de salud, requiere de tiempo y pericia técnica, pero es posible en entornos de recursos limitados y representa un avance con respecto a modalidades
En Uruguay hay un intenso uso de la facultad de copiar medicamentos que no están registrados en el país, lo que ha operado en la práctica como una estrategia con elementos comunes a la política de genéricos. Si bien no existen políticas de regulación de precios de medicamentos, se destaca la Unidad Central de Adquisiciones, que abarca al sector público y constituye una estrategia evaluada como positiva en este sentido. Existe un Formulario Terapéutico de Medicamentos, por decreto, que se actualiza anualmente y que contiene 670 fármacos dispensados por los prestadores integrales del SNIS (la reglamentación y el listado FTM se encuentran en www.msp.gub.uy). La lista definida contiene y supera ampliamente la lista de medicamentos esenciales de la OMS. La medicación de alto costo está bajo la cobertura del Fondo Nacional de Recursos y abarca a toda la población del SNIS. El país cuenta con capacidad para la producción de medicamentos y de vacunas. En medicamentos, teóricamente el 20% del total de unidades y el 50% del gasto en medicamentos. 
Gestión del precio de los insumos de salud:
Los prestadores públicos lo hacen a través de la central de compras y los privados en negociaciones individuales o grupales con los laboratorios o la Cámara Farmacéutica del Uruguay (medicamentos importados) y la Asociación de Laboratorios Nacionales (medicamentos nacionales). 
Incorporación de nuevas tecnologías en salud:
Desde la creación del Sistema Nacional Integrado de Salud (SNIS) se estableció el requerimiento de evaluación por parte de la autoridad sanitaria. El Departamento de Evaluación de Tecnología de la Dirección General de Salud realiza un informe técnico y lo envía para su aprobación final la Dirección General del Sistema Nacional Integrado de Salud (el formulario de requerimiento de información en la página www.msp.gub.uy, listado de equipos y servicios y formulario de solicitud de información). Si se considera una concepción amplia de tecnologías, la actualización del Plan Integral de Asistencia en Salud y del Formulario Terapéuticos de Medicamentos se realiza en base a informes técnicos que parten de la revisión de la mejor evidencia disponible, así como también de la consulta a expertos.

### Cooperación en Salud
En cuanto a las experticias a ofrecer en el marco de la cooperación a desarrollar a partir del Instituto Suramericano de Gobierno en Salud, el Ministerio de Salud Pública identifica cinco grandes áreas donde podría realizar aportes específicos: 
• Rectoría. Dentro de esta área, se identifican como fortalezas los temas vinculados a la Vigilancia Sanitaria y la Evaluación de Tecnología y Prestaciones. 
• Participación Social. En lo que respecta a la Participación Social, se puede ofrecer apoyo a partir de la experiencia de su institucionalización a nivel macro y meso.
• Programación en salud. Dentro de las experiencias desarrolladas en el marco del área programática del MSP, se identifica como un aporte interesante a compartir la experiencia desarrollada en el marco del Programa de Salud Rural. 
• Experticia desarrollada en el proceso de diseño e implementación de la Reforma de la Salud: creación y desarrollo del área de economía de la salud, modelo de financiamiento, cuentas en salud, diseño institucional y contratos de gestión, entre otros. • Abordaje de riesgos catastróficos. Se propone aportar al tema a partir de la experiencia de reaseguramiento de los riesgos catastróficos desarrollada en el Uruguay a través del Fondo Nacional de Recursos. Por otro lado, desde el MSP se identifican como áreas plausibles para recibir apoyo desde los Estados miembros de la UNASUR las siguientes: • Rectoría: en el área de rectoría se identifican los siguientes temas donde se demanda apoyo: a) Identificación de los perfiles y competencias de los recursos humanos para la gobernanza en salud, b) Planificación de los recursos humanos para el Sistema de Salud, c) Implementación y gestión de redes asistenciales. • Participación social: promoción de la participación social comunitaria. • Comunicación en salud. • Cooperación para la cooperación: experiencias de organización y gestión de las áreas de Cooperación Internacional.